# Mutodites speculum
Mutodites speculum är en skalbaggsart som först beskrevs av August Reichensperger 1931.  Mutodites speculum ingår i släktet Mutodites och familjen stumpbaggar. Inga underarter finns listade i Catalogue of Life.